# Bactris grayumii
Bactris grayumii é uma espécie de palmeira pertencente à família Arecaceae. É originária da América Central onde se distribui por Costa Rica e Nicarágua.